# Línea M
La Línea M (en inglés: M-Line Trolley) es una línea de tranvía histórico del McKinney Avenue Transit Authority (MATA) que abastece al centro de Dallas, Texas. La línea opera en McKinney Avenue entre Uptown y el Distrito de Artes. Inaugurado el 22 de julio de 1989, actualmente el tranvía cuenta 40 estaciones y 7 tranvías antiguos.
El nombre de "M-Line" fue adoptado en 2002, aunque el servicio es comúnmente conocido como el "McKinney Avenue trolley" (or streetcar), al igual que "M-Line".